# Piero D'Inzeo
Piero D'Inzeo (n. 4 martie 1923, Roma, Regatul Italiei – d. 13 februarie 2014, Roma, Italia) a fost un călăreț ce a reprezentat Italia, medaliat olimpic. A participat la 8 ediții ale Jocurilor Olimpice (1948, 1952, 1956, 1960, 1964, 1968, 1972, 1976) în care a câștigat două medalii de argint și patru medalii de bronz.